# Котилайнен, Вяйнё
Вяйнё Алексантери Котилайнен (24 февраля 1887, Хейнявеси — 16 марта 1959, Хельсинки) — финский юрист, промышленник и политик.

## Жизнь и гражданская карьера
Окончил среднюю школу Куопио, после чего занялся юриспруденцией. В 1911 стал сотрудником Выборгского гофгерихта, занимался юридической практикой в Миккели вплоть до 1919 года. В 1915 году получил степень магистра права.
По окончании Гражданской войны в Финляндии в 1919 году был принят на должность заместителя директора лесопромышленного предприятия Kajaanin Puutavara Oy, но из-за проблем со здоровьем у генерального директора Пааво Палохеймо Котилайнен взял на себя некоторые его обязанности. После смерти Палохеймо в 1921 году был назначен сначала временным, а потом и постоянным генеральным директором предприятия.
В 1924 был назначен генеральным директором убыточной государственной компании Aktiebolaget W. Gutzeit & Co в Энсо (ныне Светогорск). Под руководством Котилайнена компания сменила название на Enso-Gutzeit Oy и стала одной из ведущих в отрасли лесной промышленности Финляндии.
В начале осени 1944 года получил приказ отправиться в Швецию для организации мероприятий по оказанию помощи эвакуированному туда населению провинции Лапландия, а после того, как это задание было выполнено, он получил должность управляющего целлюлозным заводом компании Eds Bruk Ab. После войны не вернулся в Enso-Gutzeit, и в сентябре 1945 года его официально объявили покинувшим пост генерального директора.
В 1949 году вернулся в Финляндию и работал промышленным экспертом в банке Кансаллис Осаке Панкки.

## Военно-политическая карьера
Во время гражданской войны — на стороне белофиннов: получил назначение в ставку белых в качестве адъютанта генерала Рудольфа Вальдена и смог дослужиться до майора. С 1933 по 1938 входил в руководство окружного штаба Выборгского округа шюцкора.
В 1932 году получил звание горного советника, а позже занимал министерские должности. Во время Советско-финляндской войны (1939—1940) занимал пост министра торговли и промышленности в первом правительстве Ристо Рюти (с 1 декабря 1939 года по 27 марта 1940 года), а в межвоенный период — министра торговли и промышленности с 27 марта 1940 года по 15 августа 1940 года, министра национального снабжения во втором правительстве Ристо Рюти с 15 августа 1940 года по 4 января 1941 года и министра национального снабжения в правительстве Йохана Рангелла 4 января 1941 — 16 апреля 1941.
После начала советско-финской войны 1941—1944 вошёл в командование обороны (фин. Pääesikunta). Получив звание полковника, был назначен начальником Военного управления Восточной Карелии (ВУВК).
На президентских выборах 1943 года, состоявшихся во время советско-финской войны 1941—1944, получил четыре голоса выборщиков, а Ристо Рюти был переизбран президентом.

## Обвинения в военных преступлениях

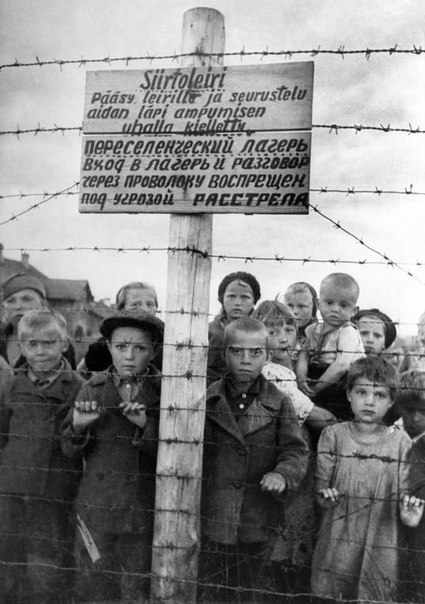
Финский концлагерь в Петрозаводске

19 октября 1944 года имя Котилайнена было включено список, который был представлен союзнической контрольной комиссией, контролировавшей выполнение Московского договора о перемирии премьер-министру Урхо Кастрену. Фигурантов списка обвинили в военных преступлениях, совершенных в Карело-Финской ССР во время финской оккупации (по финским данным из более чем 64 тыс. советских граждан, прошедших финские концентрационные лагеря, умерло более 18 тыс.), председатель контрольной комиссии Андрей Жданов потребовал их немедленного ареста. Конкретно Котилайнена обвиняли в неравном распределении продуктов (что привело к смерти от голода более 4 тыс. человек и от болезней от 4 до 7 тыс. человек) и использовании детского труда. После того как список Жданова стал достоянием общественности, Котилайнену было приказано вернуться в Финляндию, но он остался в Швеции. В ноябре 1944 года Котилайнен был объявлен в розыск.
Котилайнен вернулся на родину только в марте 1949 года и был арестован, как только прибыл в аэропорт Малми. Котилайнен был допрошен и отпущен через день. Во время допроса Котилайнен отрицал, что когда-либо слышал о преступлениях, за которые он якобы несет ответственность как глава военной администрации Восточной Карелии, и заверил, что если бы знал о чём-то подобном, то немедленно принял бы меры и наказал виновных. На основании финских документов он обвинялся в нацизме, но в конце 1940-х годов финские юристы сняли с него это обвинение.
По мнению доктора права Ханну Рауткаллио, никакого состава преступления в сущности не было: «Правду в отношении к гражданскому населению надо искать между крайностями. Там, конечно, были отклонения, но комиссия Куприянова в своём рапорте объявила преступным почти всё, что делали финны».